# 周文耀
周文耀，GBS，SBS，JP（1946年10月—2023年6月1日），香港交易所前行政總裁，數碼港管理公司董事局前主席。若計及港交所前身聯交所，周文耀曾兩度出任交易所行政總裁，於2010年初正式榮休。2023年6月1日，周文耀逝世，享年76歲。

## 生平
周文耀在香港出生長大，祖籍浙江省寧波市；曾就讀喇沙小學（1960年小六，連同政界人士吳榮奎、醫生蔡堅以及足球員葉尚華為同屆同學）及喇沙書院，與蘇澤光為同學。其後在1970年畢業於香港大學，獲得理學士(機械工程學)學位、管理學文憑及工商管理碩士學位，亦擁有香港中文大學財務學文憑(優異)，他亦為香港理工大學院士及香港電腦學會院士。
周文耀於1971年出任政府二級行政主任，後曾加入國際商業機器，1973年加入新鴻基證券，1987年升為董事。1989年出任香港聯合交易所運作科總監，1990年出任香港中央結算有限公司行政總裁。1991年11月至1997年1月亦曾任聯交所行政總裁。1997年4月離開聯交所，出任匯豐投資管理(香港)有限公司亞太地區總裁，至2003年4月止。2003年5月1日重返合併後的港交所，獲委任為行政總裁。2009年6月3日，港交所正式委任李小加接替周文耀任香港交易所的行政總裁，2010年1月16日起生效。
而在2010年10月委任中國銀行獨立非執行董事。

## 擔任公職
- 創新及科技諮詢委員會成員
- 香港科技大學顧問委員會委員
- 香港中文大學和聲書院院監會成員
- 香港敦煌之友名譽會長
- 香港投資基金公會主席（2000年1月 - 2001年9月）